# Меламед Ігор Сунерович
Ігор Сунерович Меламе́д (14 липня 1961, Львів, Українська РСР — 16 квітня 2014, Москва, Росія) — радянський та російський поет, перекладач, есеїст.

## Біографія
Народився 14 липня 1961 року у Львові, у єврейській родині.
З 1978 по 1981 роки навчався на філологічному факультеті Чернівецького університету, а потім вступив до Літературного інституту імені Горького у семінар поезії Євгена Вінокурова, який закінчив у 1986 році.
З 1988 по 1990 роки працював редактором відділу критики журналу «Юность», а з 1990 по 1997 роки — науковим співробітником у музеї Бориса Пастернака у Передєлкіно.
Після травми хребта втратив можливість самостійного пересування.
Помер 16 квітня 2014 року від інфаркту міокарда. Відспівування відбулося 19 квітня у Першій міській лікарні.

## Творчість
Перші віршовані публікації у журналах «Литературная учеба» (1981), «Смена» (1982), «Юность» (1983, 1987). У подальшому активно друкувався у журналах «Новый мир», «Октябрь», «Арион», «Континент», у «Литературной газете» та різноманітних альманахах.
Автор книг: «Безсоння» (1994, Літературно-видавниче агентство Руслана Елініна), «У чорному раю» (вірші, переклади та статті про російську поезію, 1998, видавництво «Книжный сад») та «Відплата» (2010, видавництво «Воймега»). Посмертно видано книгу есе та статей «Про поезію та поетів».
З перекладів Меламеду найбільш відомі вірші Вільяма Вордсворта; він перекладав також іншу англомовну поетичну класику (Джон Донн, Семюел Колрідж, Едгар По). У 2011 році у Видавничому центрі РДГУ вийшла у світ цілком перекладена Меламедом книга «Ліричні балади та інші вірші», перше видання (1798) відомої спільної збірки Вордсворта та Колріджа.
З літературно-критикових робіт Меламеда найбільш значущими для розуміння його творчого кредо — «Отруєне джерело» (1995), «Досконалість та самовираження» (1997), «Поет та Чернь» (2008).
Лауреат Горьківської літературної премії (2010) за книгу віршів «Відплата». Книга «Відплата» відзначена також Почесним дипломом премії «Московський рахунок» (2011) та спеціальною премією Союзу російських письменників «За збереження традицій російської поезії» (у рамках Міжнародної Волошинської премії, 2011).

## Рецензії
На думку Віктора Кулле, Меламед —

істинний поет, що користувався «глухою» напівпідпільною славою… Непохитна переконаність Меламеда у релігійних основах будь-якого естетичного досвіду викликає повагу. <…> Вірші самого Меламеда у якійсь мірі підтверджують його теоретичні побудови, але, будучи в першу чергу віршами, відмовляються укладатися у приготовлені рамки. Визначальним, звичайно ж, є розуміння автором їх написання як служіння, але в жодному разі не оволодіння матеріалом або його подолання.

Інший рецензент, Євген Шкловський, відзначав:

багато незабутніх образів та рядків у збірці (ось хоча б: «Як з плоского бутону дві шалені бджоли важко та монотонно час пити приречені»), де і любов, і спогади про дитинство, і образ батька, оточений ореолом гострої синівської любові-провини та запізнілої спраги душевної близькості, і алкання горішнього, і гірке передчуття прийдешніх втрат, і навіть рання непоказна втома, сьогодні так добре зрозуміла (про неї можна тільки жалкувати), — все це дає відчуття складного душевного життя, яке не можна скласти та яке інакше як віршами не висловити.

Ще у одній рецензії пояснюється:

Поет Ігор Меламед перш за все вражає пильним, дещо здивованим вгляданням у простір «за межею» життя. Коли читаєш його вірші, поступово виникає відчуття, що цей простір йому добре знайомий, наче пейзаж або двір з дитинства, де він захоплено бігав з сачком за метеликами або плакав, кимось ображений.

На думку Олександра Карпенко,

«Статті про російську поезію» Ігоря Меламеда носять видатний характер та можуть буть поставлені в один ряд з кращими критиковими оглядами російської літератури.